# Helotium rubescens
Helotium rubescens är en svampart som beskrevs av P. Crouan & H. Crouan 1867. Helotium rubescens ingår i släktet Helotium och familjen Helotiaceae.   Inga underarter finns listade i Catalogue of Life.